# スズキ・F型エンジン
スズキ・F型エンジンはかつてスズキが製造していた排気量0.54 - 1.1リットルのガソリンエンジンである。バルブ駆動方式は当初はSOHCのみ、のちにDOHC仕様が追加された。このうち、後述する3気筒・796 ccのF8B・F8C・F8Dを除き、1994年（平成6年）から順次、K型エンジンに移行した。

## 沿革と概要
初代ジムニーの小型登録車（小型普通車）版の大洋州（オセアニア）市場向けモデル（LJ80系）に搭載するエンジンが本エンジンの出自である。1976年（昭和51年）に開発され、1977年（昭和52年）7月から2022年（令和4年）7月まで45年にわたり製造されていた同社初の小排気量自動車向けの量産4ストロークエンジンである。軽自動車の排ガス規制強化のあおりで、2ストロークエンジンを搭載した同社のフロンテが、昭和53年排ガス規制を通過できないおそれが発生した。このため、直列4気筒・797 ccの4ストロークエンジン F8Aをベースに、シリンダーを1気筒を減じて直列3気筒・543 ccとしたF5Aが開発され、1978年（昭和53年）10月発売のLC31系フロンテ7-Sに搭載されたのを皮切りにスズキの各車種に広く搭載されるようになった。
上死点付近で、シリンダーヘッドと、ピストンに刻まれた窪み（燃焼室）がハート型を描き、燃焼ガスが渦状になることで燃焼速度を高めるという独特の構造を持っていた。ただし、この構造はマルチバルブ仕様では採用されていない。
軽自動車のエンジンにおいて、550 cc規格では他に直列3気筒・SOHC4バルブヘッドのF5B、660 cc規格では直列3気筒のF6Aと、直列4気筒でなおかつDOHC4バルブヘッドのF6Bが投入された。また登録車・輸出仕様車向けには、ジムニー1000や初代セルボの輸出仕様（SC100型）に搭載された直列4気筒のF10Aがあった。
国内市場未投入の F8B / F8C / F8D を除き、2000年代初頭に生産を終了し、シリンダーブロックが鋳鉄製から全アルミニウム合金化されたK型エンジンに移行した。なお、3・4代目アルトのSOHCターボエンジンは、後に新規格の5代目アルト、KeiやワゴンRに搭載されるものと同様のエンジンであるが燃料噴射方式や圧縮比等、細部が変更された。

## 共通仕様
- 構造：4ストローク・直列型エンジン
- カムシャフト駆動：タイミングベルト
- 冷却：水冷

## F5A（SOHC 2バルブ 3気筒 キャブレター）
- 生産期間：1978年（昭和53年） - 1990年（平成2年）
- 排気量：543 cc (0.543 L)
- 内径×行程：62.0 mm × 60.0 mm
- シリンダー数：3
- 燃料供給：キャブレター

※ 初搭載車種：フロンテ7-S（4ストローク車） (LC31)

## F5A（SOHC 2バルブ 3気筒 キャブレター式ターボ）
- 生産期間：1983年（昭和58年） - 1988年（昭和63年）
- 排気量：543 cc (0.543 L)
- 内径×行程：62.0 mm × 60.0 mm
- シリンダー数：3
- 燃料供給：キャブレター
- 過給器：ターボチャージャー

※ 初搭載車種：セルボ（SS40）

## F5A（SOHC 2バルブ 3気筒 インタークーラー付ターボ）
- 生産期間：1985年（昭和60年） - 1990年（平成2年）
- 排気量：543 cc (0.543 L)
- 内径×行程：62.0 mm × 60.0 mm
- シリンダー数：3
- 燃料供給：EPI（電子制御燃料噴射）
- 過給器：ターボチャージャー
- 中間冷却器；空冷式インタークーラー搭載

※ 初搭載車種：アルトターボ (CA71V)

## F5A（SOHC 3バルブ 3気筒 スーパーチャージャー）
- 生産期間：1987年（昭和62年）- 1989年（平成元年）
- 排気量：543 cc (0.543 L)
- 内径×行程：62.0 mm × 60.0 mm
- シリンダー数：3
- 過給器：ルーツ式スーパーチャージャー

※ 初搭載車種：キャリイ (DA71T / DB71T)

## F5A（DOHC 4バルブ3気筒）
- 生産期間：1986年（昭和61年） - 1988年（昭和63年）
- 排気量：543 cc (0.543 L)
- 内径×行程：62.0 mm × 60.0 mm
- シリンダー数：3

※ 初搭載車種：アルトツインカム (CA72V / CC72V)

## F5A（DOHC 4バルブ 3気筒 インタークーラー付ターボ）
- 生産期間：1987年 - 1988年
- 排気量：543 cc (0.543 L)
- 内径×行程：62.0 mm × 60.0 mm
- シリンダー数：3

※ 初搭載車種：アルトワークス (CA72V / CC72V)

## F5B（SOHC 4バルブ 3気筒）
F5Aのショートストローク版である。
- 生産期間：1988年 - 1990年
- 排気量：547 cc (0.547 L)
- 内径×行程：65.0 mm × 55.0 mm
- シリンダー数：3

※ 初搭載車種：セルボ (CG72V / CH72V)

## F5B（SOHC 2バルブ 3気筒 インタークーラー付ターボ）
- 生産期間：1988年 - 1990年
- 排気量：547 cc (0.547 L)
- 内径×行程：65.0 mm × 55.0 mm
- シリンダー数：3
- 燃料供給：EPI（電子制御燃料噴射）
- 過給器：ターボチャージャー
- 中間冷却器：空冷インタークーラー
- 最高出力：58 PS (42.7 kW) / 6500 rpm
- 最大トルク：7.4 kgf⋅m (72.6 N⋅m) / 4000 rpm

※ 初搭載車種：アルトワークス（S系・ie系） (CL11V / CM11V)

## F5B（DOHC 4バルブ 3気筒 インタークーラー付ターボ）
- 生産期間：1988年 - 1990年
- 排気量：547 cc (0.547 L)
- 内径×行程：65.0 mm × 55.0 mm
- シリンダー数：3
- 燃料供給：EPI（電子制御燃料噴射）
- 過給器：ターボチャージャー
- 中間冷却器：空冷インタークーラー
- 最高出力：64 PS (47.1 kW) / 7500 rpm
- 最大トルク：7.8 kgf⋅m (76.5 N⋅m) / 4000 rpm

※ 初搭載車種：アルトワークス（RS系） (CL11V / CM11V)

## F6A（SOHC 2バルブ 3気筒）
- 生産期間：1990年 - 2001年
- 排気量：657 cc (0.657 L)
- 内径×行程：65.0 mm × 66.0 mm
- シリンダー数：3

※ 初搭載車種：アルト (CN21S / CP21S / CL21V / CM21V)

## F6A（SOHC 4バルブ 3気筒）
- 生産期間：1990年 - 2001年
- 排気量：657 cc (0.657 L)
- 内径×行程：65.0 mm × 66.0 mm
- シリンダー数：3
- 燃料供給：キャブレター
- 最高出力：52 PS (38.2 kW) / 7000 rpm
- 最大トルク：5.7 kgf⋅m (55.9 N⋅m) / 4500 rpm

※ 初搭載車種：アルト (CN21S / CP21S / CL21V / CM21V)

## F6A（SOHC 2バルブ 3気筒 ターボ）
- 生産期間：1997年 - 2000年
- 排気量：657 cc (0.657 L)
- 内径×行程：65.0 mm × 66.0 mm
- シリンダー数：3

※ 初搭載車種：キャリイKUターボ (DC51T / DD51T)

## F6A（SOHC 2バルブ 3気筒 インタークーラー付ターボ）
- 生産期間：1990年 - 2001年
- 排気量：657 cc (0.657 L)
- 内径×行程：65.0 mm × 66.0 mm
- シリンダー数：3
- 燃料供給：EPI（電子制御燃料噴射）
- 過給器：ターボチャージャー
- 中間冷却器：空冷インタークーラー
- 最高出力：61 PS (44.9 kW) / 6000 rpmm
- 最大トルク：9.2 kgf⋅m (90.2 N⋅m) / 3500 rpm

※ 初搭載車種：アルトワークス（ie系） (CN21S / CP21S)

## F6A（DOHC 4バルブ 3気筒 インタークーラー付ターボ）
- 生産期間：1990年 - 1995年
- 排気量：657 cc (0.657 L)
- 内径×行程：65.0 mm × 66.0 mm
- シリンダー数：3
- 燃料供給：EPI（電子制御燃料噴射）
- 過給器：ターボチャージャー
- 中間冷却器：空冷インタークーラー
- 最高出力：64 PS (47.1 kW) / 6500 rpm
- 最大トルク：8.7 kgf⋅m (85.3 N⋅m) / 4000 rpm

※ 初搭載車種：アルトワークス（RS系） (CN21S / CP21S)

## F6B（DOHC 4バルブ 4気筒 インタークーラー付ターボ）
- 生産期間：1990年 - 1998年
- 排気量：658 cc (0.658 L)
- 内径×行程：65.0 mm × 49.6 mm
- シリンダー数：4

※ 搭載車種：セルボモードSR-FOUR (CN31S / CP31S) のみである。

## F8A（SOHC 2バルブ 4気筒）
- 生産期間：1977年 - 1982年
- 排気量：797 cc (0.797 L)
- 内径×行程：62.0 mm × 66.0 mm
- シリンダー数：4

※ 初搭載車種：ジムニー800 (SJ20) 及びその海外仕様 (LJ80) 

## F8B（SOHC 2バルブ 3気筒）
- 生産期間：1983年 - 2008年
- 排気量：796 cc (0.796 L)
- 内径×行程：68.5 mm × 72.0 mm
- シリンダー数：3

※ 初搭載車種：マルチ・800（インド市場専売車種）

## F8B（SOHC 2バルブ 3気筒CNGエンジン）
- 生産期間：2008年 - 2014年
- 排気量：796 cc (0.796 L)
- 内径×行程：68.5 mm × 72.0 mm
- シリンダー数：3

※ 初搭載車種：マルチ・800（インド市場専売車種。2代目後期型のみ）

## F8C (SOHC 2バルブ 3気筒)
- 生産期間：1991年 - 2005年
- 排気量：796 cc (0.796 L)
- 内径×行程：68.5 mm × 72.0 mm
- シリンダー数：3

※ 初搭載車種:大宇・ティコ・大宇・ダマス・大宇・ラボ

## F8D (SOHC 2バルブ 3気筒CNGエンジン)
- 生産期間： 2012年 - 2022年
- 排気量：796 cc (0.796 L)
- 内径×行程：68.5 mm × 72.0 mm
- シリンダー数：3

※ 初搭載車種:アルト800（後にアルトに改称）

## F10A（SOHC 2バルブ 4気筒）
- 生産期間：1982年 - 1984年
- 排気量：970 cc (0.97 L)
- 内径×行程：65.5 mm × 72.0 mm
- シリンダー数：4

※ 初搭載車種：ジムニー1000 (SJ40)

## F10D（SOHC 4バルブ 4気筒）
- 生産期間：1999年 - 2009年
- 排気量：1,061 cc (1.061 L)
- 内径×行程：68.5 mm × 72.0 mm
- シリンダー数：4

※ 初搭載車種：マルチスズキ・ワゴンR